# Jutta Heine
Judith "Jutta" Heine, född 16 september 1940 i Stadthagen i Niedersachsen, är en före detta tysk friidrottare.
Heine blev olympisk silvermedaljör på 200 meter vid sommarspelen 1960 i Rom.